# Achille Costa
Achille Costa (Lecce, 10 de agosto de 1823 — Roma, 17 de novembro de 1899) foi um entomólogo italiano diretor do Museu Zoológico de Nápoles.
Seu pai foi o zoólogo Oronzo Gabriele Costa.

## Publicações
- 1855  Famiglia degli Ascalafidei – Ascalaphidea,512 pp. In: Costa, A., 1860-70 (see).
- 1855  Famiglia de’ Formicaleonidei – Myrmeleontidea,20 pp. In: Costa, A. 1860-70 (see).
- 1855 Famiglia degli Emerobiidei - Hemerobiidea,22 pp. In: Costa, A. 1860-70 (see).
- 1855 Famiglia de’ Mantispidei - Mantispidea, 2pp. In: Costa, A. 1860-70 (see)..
- Famiglia de’ Rafidiidei - Rhaphidiidea, 8pp. In: Costa, A. 1860-70 (see).
- 1856 Alcune notizie sull’Entomologia dell’Isolad’Ischia.- L’Iride Giornale per tutti, 1 (11): 81-82 [ Napoli].
- 1857 Degl’Insetti che attaccano l’albero ed ilfrutto dell’olivo del ciliegio del pero del melo del castagno e della vite e le semenze del pisello della lenticchia della favae del grano loro descrizione e biologia danni che arrecano e mezzi per distruggerli. Opera coronata dalla Reale Accademia delle Scienze di Napoli.- Stamperia e Calcografia vico Freddo Pignasecca, 15, 16. Napoli. 197 pp., 10 pl.
- 1858 Ricerche entomologiche sopra i Monti Partenii nel Principato Ulteriore.- Stamperia e Calcografia,Napoli. 31 pp., 1 pl.
- 1860-70 Fauna del Regno di Napoli ossia enumerazione di tutti gli animali che abitano le diverse regioni di questo Regno e le acque che le bagnano e descrizione de’nuovi o poco esattamente conosciuti con figure ricavate daoriginali viventi e dipinte al naturale. Nevrotteri.- Stamperia di Antonio Cons, Napoli. 83 pp.,7 pl.
- 1862 Elenco delle specie immesse nel Museo da Novembre 1860 a tutto Dicembre 1861. Nevrotteri.- Annuario del Museo Zoologico della R. Università di Napoli, Anno I 1862: 16.
- 1862 Ragguaglio di una peregrinazione zoologica.Annuario del Museo Zoologico della R. Università di Napoli, Anno I 1862: 57-60.
- 1863.- Nuovi studii sulla entomologia della Calabria ulteriore.- Atti della R. Accademia delle Scienze Fisichee Matematiche Serie 1a Vol. I [fasc. 2], 80 pp., 4 pl.
- 1864.- Acquisti fatti durante l’anno 1862.- Annuario del Museo Zoologico della R. Università di Napoli, Anno II 1862: 8-125.
- 1864 Poche osservazioni zoologiche fatte nella provincia di Terra di Lavoro, pp. 49–54. In: Congresso 91S cientifico Provinciale tenuto in Caserta dall’Accademia degli Aspiranti Naturalisti di Napoli e dalla Reale Società Economica di Terra di Lavoro, Ne’ giorni dal 28 giugno al 5 luglio 1863. Stamperia di Antonio Cons, Napoli. (insert of Annali dell’Accademia degli Aspiranti Naturalisti, Terza serie, volume Terzo, 1863)
- 1864 Poche osservazioni sulla Fauna Salernitana,pp. 57–62. In: Congresso Scientifico Provinciale tenuto in Salerno dall’Accademia degli Aspiranti Naturalisti diNapoli e dalla Reale Società Economica di Principato Citeriore.Dal 29 maggio ai 5 giugno del 1864. Stamperia di Antonio Cons, Napoli. (insert of Annali dell’Accademia degli Aspiranti Naturalisti, Terza serie, volume Quarto)
- 1869  Elenco delle specie immesse nel Museo per acquisti. Nevrotteri. Annuario del Museo Zoologico della R. Università di Napoli, Anno V 1865: 12.
- 1871. Aggiunte alle precedenti Famiglie, 8 pp. In: Costa, A. 1860-70 (see).
- 1871 Elenco delle specie immesse nel Museo per acquisti. Nevrotteri.- Annuario del Museo Zoologico della R.Università di Napoli, Anno VI 1866: 14-16.
- 1874 Una peregrinazione zoologica su’ monti dell’Alburno.- Rendiconto dell’Accademia delle Scienze Fisiche e Matematiche (Sezione della Società Reale di Napoli),Anno XIII fasc. 9°: 129-135.
- 1877 Relazione di un viaggio eseguito nelle Calabrie nella state del 1876, per ricerche zoologiche [Sunto dell’Autore].- Rendiconto dell’ Accademia delle Scienze Fisiche e Matematiche (Sezione della Società Reale di Napoli),Anno XVI fasc. 2°: 40-43.
- 1877.- Degl’Insetti che attaccano l’albero ed il frutto dell’olivo del ciliegio del pero del melo del castagno e della vite e le semenze del pisello della lenticchia della favae del grano loro descrizione e biologia danni che arrecano e mezzi per distruggerli. Edizione seconda riveduta ed accresciuta dallo stesso autore.- Napoli pei tipi del Commendatore G. Nobile. 340 pp., 13 pl.
- 1881 Relazione di un viaggio nelle Calabrie per ricerche zoologiche fatto nella state del 1876. Atti della Reale Accademia delle Scienze Fisiche e Matematiche di Napoli Serie 1a [1882] Vol. IX [fasc. 6], 63 pp.
- 1882 Notizie ed osservazioni sulla Geo-Fauna sarda Memoria Prima Risultamento di ricerche fatte in Sardegna nel Settembre 1881.Atti della Reale Accademia delle Scienze Fisiche e Matematiche di Napoli [1882] Vol. IX(fasc. 11), 41 pp.
- 1882 Rapporto preliminare e sommario sulle ricerche zoologiche fatte in Sardegna durante la primavera del 1882. Rendiconto dell’Accademia delle Scienze Fisiche e Matematiche (Sezione della Società Reale di Napoli), Anno XXI fasc. 10°: 189-201.
- 1883 Notizie ed osservazioni sulla Geo-Fauna sarda Memoria Seconda Risultamento di ricerche fatte in Sardegna nella primavera del 1882.- Atti della Reale Accademia delle Scienze Fisiche e Matematiche di Napoli Serie 2a [1888] Vol. I (fasc. 2), 109 pp.
- 1884 Diagnosi di nuovi Artropodi trovati in Sardegna. Bullettino della Società Entomologica Italiana 15(4): 332-341.
- 1884.Nota intorno i Nevrotteri della Sardegna.Rendiconto dell’Accademia delle Scienze Fisiche e Matematiche(Sezione della Società Reale di Napoli), Anno XXIII fasc. 2°: 20-21. [reprinted in: Rivista scientifico-industriale delle principali scoperte ed invenzioni fatte nelle scienze e nelle industrie, Firenze, Anno Sedicesimo: 122-124]
- 1884 Notizie ed osservazioni sulla Geo-Fauna sarda; memoria terza [Sunto dell’Autore].Rendiconto dell’Accademia delle Scienze Fisiche e Matematiche (Sezione della Società Reale di Napoli), Anno XXIII: 80-81.
- 1884 Notizie ed osservazioni sulla Geo-Fauna sarda Memoria Terza Risultamento di ricerche fatte in Sardegna nella estate del 1883.- Atti della Reale Accademia delle Scienze Fisiche e Matematiche di Napoli Serie 2a[1888] Vol. I (fasc. 9), 64 pp.
- 1884 Notizie ed osservazioni sulla Fauna Sarda.Rivista scientifico-industriale delle principali scoperte ed invenzioni fatte nelle scienze e nelle industrie, Firenze, Anno Sedicesimo: 300-303.
- 1884 Miscellanea entomologica. Memoria prima.Atti della Reale Accademia delle Scienze Fisiche e Matematiche di Napoli Serie 2a [1888] Vol. I (fasc. 10), 11pp., 1 pl.
- 1885 Notizie ed osservazioni sulla Geo-Fauna sarda Memoria Quarta. Atti della Reale Accademia delle Scienze Fisiche e Matematiche di Napoli Serie 2a [1888] Vol. I (fasc. 13), 31 pp.
- 1885 Diagnosi di nuovi Artropodi della Sardegna.Bullettino della Società Entomologica Italiana 17(3/4): 240-255.
- 1886 Notizie ed osservazioni sulla Geo-Fauna sarda Memoria Quinta Risultamento delle ricerche fatte in maggio 1885. Atti della Reale Accademia delle Scienze Fisiche e Matematiche di Napoli Serie 2 a [1888] Vol. II (fasc.7), 24 pp.
- 1886 Notizie ed osservazioni sulla Geo-Fauna sarda Memoria Sesta Risultamento delle ricerche fatte in Sardegna nella State del 1885.Atti della Reale Accademia delle Scienze Fisiche e Matematiche di Napoli Serie 2a [1888] Vol. II (fasc. 8), 40 pp.
- 1874. Fauna Salentina.- Tip. Ed. Salentina, Lecce,Italia. 624 pp.